# Kawasaki P-1
Kawasaki P-1 (prej P-X, XP-1) je japonsko štirimotorno reaktivno mornariško patruljno letalo in protipodmorniško bojevanje. Letalo bo uporabljala Japonska mornarica in bo nadomestil turbopropelerskega Lockheed P-3 Orion. Prvo operativno letalo je bilo dobavljeno 26. marca 2013
Japonci so se odločili razviti novo letalo, ker se je P-3C počasi staral, britanski Hawker Siddeley Nimrod pa ni ustrezal japonskim zahtevam. Sprva so hoteli razviti letalo na podlagi Kawasaki C-2, vendar zaradi drugačnega namena uporabe, je P-1 povsem drugačno letalo. Cena razvoja skupaj s C-X naj bi bila okrog $3 milijarde.
Kot Hawker Siddeley Nimrod, S-3 Viking in Boeing P-8 Poseidon ima tudi P-1 reaktivni pogon. XP-1 poganjajo štirje turbofani IHI F7-10 nameščeni pod krili.

## Tehnične specifikacije (XP-1)
Podatki iz flightglobal.com
Splošne karakteristike
- Posadka: 2 pilota, 11 drugo
- Dolžina: 38,0 m (124 ft 8 in)
- Razpon kril: 35,4 m (114 ft 8 in)
- Višina: 12,1 m (39 ft 4 in)
- Maks. vzletna teža: 79700 kg (176000 lb)
- Pogon letala: 4 × IHI Corporation XF7-10 turbofan, 13500 lbs (60 kN) vsak

 Zmogljivost 
- Maks. hitrost: 996 km/h (538 vozlov, 619 mph)
- Potovalna hitrost: 833 km/h (450 vozlov, 516 mph)
- Doseg: 8000 km (4320 nm, 4970 mi)
- Višina leta: 44200 ft (13520 m)

Oborožitev

- Bombe: 20000+ lb (9000+ kg)
- Rakete: AGM-84 Harpoon, ASM-1C, AGM-65 Maverick
- Sonarne boje: 30+ pripravljenih, 70+ v trupu
- Drugo: MK-46, Type 97 in novi (G-RX5) torpedi, mine, globinske bombe

Letalska elektronika

- Radar: Toshiba, AESA radar
- Sonar: NEC, multi-static sound navigation system sound
- Protipodmorniški sistemu:SHINKO ELECTRIC CO.LTD., Advanced combat direction system
- Drugo: Mitsubishi, sistemi za elektronsko bojevanje (CMD, RWR, MWS, ESM)